# ناصر العبدلی
ناصر العبدلی (عربی: ناصر العبدلي؛ زادهٔ ۲۹ سپتامبر ۱۹۹۳) یک ورزشکار است.